# Mount William Stone Hatchet Quarry

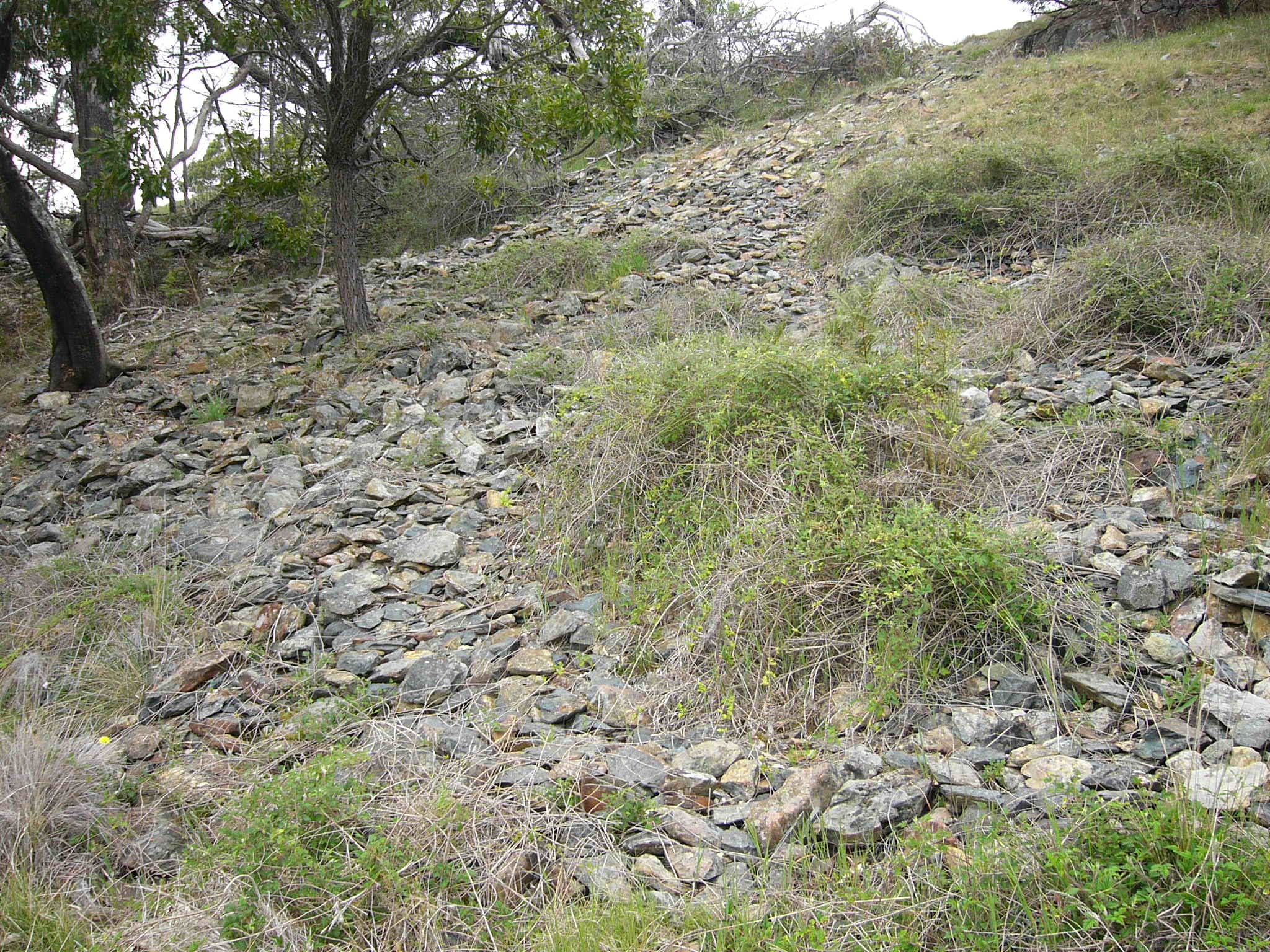
Steinbruchsgelände mit deutlich erkennbaren Abschlägen

Der Mount William Stone Hatchet Quarry ist ein historisches Steinbruchgelände im australischen Bundesstaat Victoria. Das Gelände liegt bei Lancefield, etwa 70 km von Melbourne entfernt.
In der Woiwurrung-Sprache der Aborigines heißt der Platz Wil-im-ee Moor-ring, was Steinbeilplatz bedeutet. Das hier gebrochene Gestein wurde von vor 1500 Jahren bis zur europäischen Besiedlung Australiens von den Aborigines zur Herstellung von Steinbeilen genutzt, die als Werkzeuge, Prestige- und Kultobjekte verwendet wurden.
Das zur Herstellung von Steinbeilen geeignetes Gestein kommt in Australien nur an wenigen Orten vor. Aufgrund seiner besonderen Bedeutung wurde der Mount William Stone Hatchet Quarry von der australischen Bundesregierung am 18. Februar 2008 zu einem Denkmal nationalen Ranges erklärt.

## Gestein
Das für die Steinbeile verwendete Gestein wird gesteinskundlich als Hornfels eingeordnet, der im Kambrium als Metamorphit entstand. Hornfels entsteht, wenn Schiefergesteine einer Temperatur von 600 bis 700 °C ausgesetzt sind. Dabei verlieren sie ihr schiefriges Gefüge und es entsteht ein dichtes, richtungsloses und hartes Gestein.
Dieses Gesteinsvorkommen wird als grünschwarz beschrieben und erreicht am Mount William eine Mächtigkeit von 500 Metern.

## Bedeutung
Bisher sind 1400 Steinbeile aus diesen Steinbrüchen in Australien an verschiedenen Orten gefunden worden, davon einige bis zu 1.000 km von ihrem Ursprungsort entfernt. Gebrochen wurde das Greenstone genannte Gestein in 268 Gruben und Schächten, die teilweise mehrere Meter unter die Erdoberfläche reichen. Das Steinbruchgebiet erstreckt sich über mehrere Kilometer entlang des Bergrückens am Mount William. Neben den Abbaustellen gibt 34 nachgewiesene Orte – bis zu 20 Meter im Durchmesser – an denen diese Steinbeile geformt wurden. Die Steinbeile waren bei den Aborigines derart begehrt, dass sie über weite Gebiete Südost-Australiens gehandelt wurden.
Es gibt keine schriftlichen Niederlegungen der Aborigines über den Mount William Stone Hatchet Quarry, obwohl Führer des Stammes, sogenannte Ngurungaeta, darüber berichteten. In den Jahren 1882 und 1884 erläuterte der Wurundjeri-Ngurunaeta William Barak dem Hobby-Anthropologen William Howitt die Bedeutung der Steinbrüche dahingehend, dass sein Aboriginesstamm der Bewahrer der Steinbrüche sei. Ferner existiert ein weiterer Bericht über die Steinbruchnutzung des Ngurungaeta Billibellary, dessen Vater Bebejan war. Unbestritten ist, dass nur die Ngurungaeta der Wurundjeri die traditionellen Eigentümer dieser Steinbrüche waren und die Verteilung und Gewinnung der Steinbeile bestimmten. Die Wurundjeri waren ein Clan in der Kulin-Allianz. Bei der Ermittlung der regionalen Verteilung der Steinbeilfunde wurde festgestellt, dass 70 Prozent der Steinbeile nicht im Gebiet der Kulin gefunden wurden.

## Denkmalschutz
Die Steinbrüche des Mount William Stone Hatchet Quarry waren den Europäern seit 1855 bekannt, als Wilhelm von Blandowski diesen Ort aufsuchte. Im frühen 20. Jahrhundert kamen zahlreiche Menschen an diesen Ort und äußerten den Wunsch ihn zu schützen. Geschützt wurde er erstmals 1976, als sich öffentliches Interesse an der voreuropäischen Geschichte in Australien entwickelte und im Februar 2008 wurde das Steinbruchgelände in die Australian National Heritage List eingetragen.

## Funktion und Mythos

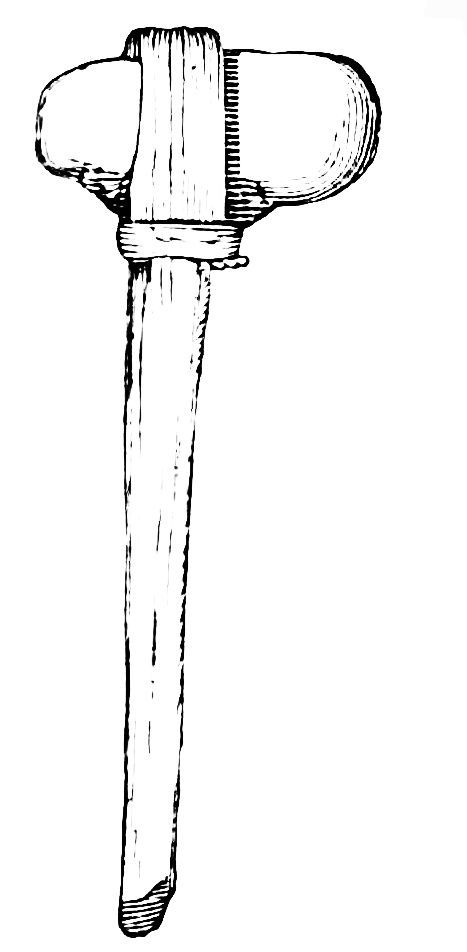
Eine Abbildung eines Steinbeils der Aborigines

Steinbeile waren ein wesentliches Werkzeug der Aborigines und es gab sie in jedem Camp. Sie wurden meist an hölzernen Stielen befestigt und zum Ausformen der Kanus, Speere, Knüppel und Kampfschilder verwendet. Auch wurden Bäume zum Fangen der Possums damit gefällt, Bienenstöcke geöffnet oder essbare Insekten aus Hölzern geschlagen.
William Barack erklärte: „There were places… in which the whole tribe had a special interest. Such a place was the “stone quarry” at Mount William… When neighbouring tribes wanted stone for tomahawks they usually sent a messenger for Billibellary [the main custodian]. When they arrived they camped around about the place. Billibellary’s father when he was alive split up the stones and gave it away for presents such as rugs, weapons, ornaments, belts, necklaces“. (Deutsch: Es gab Plätze, …an denen der gesamte Stamm ein spezielles Interesse hatte. Solch ein Platz war der Steinbruch am Mount William… Benötigte ein Nachbarstamm Steinbeile, so sandte er einen Boten zu Billibellary [dem Bewahrer]. Wenn sie dort ankamen, so kampierten sie in der Nähe dieses Platzes. Als Billibellarys Vater noch lebte, spaltete er die Steine und überreichte sie dem Stamm. Er erhielt dafür Geschenke wie Teppiche, Waffen, Ornamente, Gürtel oder Halsketten).
Es wird angenommen, dass die Steinbeile vom Mount William weniger wegen ihrer Härte oder Funktion, sondern wegen ihrer großen mythischen Bedeutung für viele Aboriginesstämme im südöstlichen Australien wichtig waren, einschließlich der Kulin. Sie sollen weniger als Werkzeug benutzt worden sein, sondern um verhindern, dass der «Himmel auf die Erde» fällt. Eine weitere Interpretation geht davon aus, dass sich diese Auffassung auf ein kosmisches Naturereignis lange vor der Invasion der Briten bezieht und eine weitere, dass die Ahnen die Invasion vorhergeahnt haben. Es gibt auch die Auffassung, dass die Steinbeile als Tauschmittel benutzt wurden.